# Les Trois Danseuses
Les Trois Danseuses est un tableau de l'artiste espagnol Pablo Picasso, réalisé en 1925.

## Historique
Les Trois Danseuses est une peinture à l'huile réalisée en 1925.
L'œuvre est conservée au Tate Gallery de Londres, Royaume-Uni.